# Pont National (Strasbourg)
Pour les articles homonymes, voir Pont National.
Le pont National est un pont routier et ferroviaire français à Strasbourg, dans le Bas-Rhin. Ce pont en arc permet aux lignes B et F du tramway de Strasbourg de franchir le canal du Faux-Rempart.